# Tramas jumbo

Trama Ethernet que ilustra la carga útil de longitud variable. Las tramas jumbo tienen cargas útiles superiores a 1500 bytes.

En las redes de computadoras, las tramas jumbo son tramas Ethernet con más de 1500 bytes de carga útil, el límite establecido por el estándar IEEE 802.3. El límite de carga útil para tramas jumbo es variable: si bien 9000 bytes es el límite más utilizado, existen límites mayores y menores. Muchos conmutadores Gigabit Ethernet y controladores de interfaz de red Gigabit Ethernet y algunos conmutadores Fast Ethernet y tarjetas de interfaz de red Fast Ethernet pueden admitir tramas jumbo.

## Comienzo
Cada trama de Ethernet debe ser procesada a medida que viaja a través de la red. Es preferible procesar el contenido en una única trama grande en lugar de dividirlo en tramas más pequeñas, ya que esto optimiza el uso del tiempo de la CPU al reducir las interrupciones. Además, esto minimiza el recuento total de bytes y disminuye la cantidad de tramas que deben procesarse. Esto es similar a enviar físicamente un paquete de documentos por correo en lugar de varios sobres individuales con una hoja en cada uno, lo que ahorra sobres y reduce el tiempo de clasificación.
Las tramas jumbo comenzaron a ganar importancia en 1998, cuando Alteon WebSystems las introdujo en sus adaptadores ACEnic Gigabit Ethernet. Muchos otros proveedores también adoptaron este tamaño. Sin embargo, es importante destacar que las tramas jumbo no forman parte del estándar Ethernet oficial IEEE 802.3.

## Adopción
Las tramas jumbo tienen el potencial de reducir los gastos generales y los ciclos de CPU, y pueden tener un efecto positivo en el rendimiento de TCP de un extremo a otro. Sin embargo, su presencia también puede causar un efecto adverso en la latencia de la red, especialmente en enlaces de bajo ancho de banda. El tamaño de trama utilizado por una conexión de extremo a extremo suele estar limitado por el tamaño de trama más bajo en los enlaces intermedios.
Por ejemplo, el estándar 802.5 Token Ring puede admitir tramas con una MTU de 4464 bytes, FDDI puede transportar MTU de 4352 bytes, ATM de 9180 bytes, y 802.11 puede transportar MTU de 7935 bytes.
Originalmente, el estándar Ethernet IEEE 802.3 exigía soporte para tramas con una MTU de 1500 bytes, lo que daba un tamaño total de trama de 1518 bytes (o 1522 bytes con la etiqueta VLAN/QoS IEEE 802.1Q opcional). La actualización IEEE 802.3as introdujo múltiples encabezados, avances y encapsulaciones comunes mediante la creación del concepto de un sobre, donde se podían incluir hasta 482 bytes de encabezado y avance. Como resultado, la trama Ethernet más grande compatible con IEEE 802.3 pasó a ser de 2000 bytes.
El uso de 9000 bytes como tamaño de carga útil preferido para tramas jumbo surgió de discusiones dentro del Equipo Conjunto de Ingeniería de Internet2 y las redes del gobierno federal de EE. UU. Esta recomendación ha sido adoptada por todas las demás redes nacionales de investigación y educación, aunque se requiere una cita para respaldar esta afirmación. Los fabricantes, a su vez, han adoptado los 9000 bytes como tamaño de MTU convencional, con un tamaño de trama gigante total entre 9014 y 9022 bytes, incluyendo los encabezados Ethernet. La mayoría de los equipos Ethernet pueden admitir tramas jumbo de hasta 9216 bytes.
El estándar IEEE 802.1AB-2009 y IEEE 802.3bc-2009 agregaron el descubrimiento de LLDP (Protocolo de Descubrimiento de Enlace) al estándar Ethernet, incluyendo un TLV (Type Length Value) de subtipo 4 para la longitud máxima de trama. Esto permite la detección de la longitud de la trama en un puerto mediante un campo de dos octetos.
A partir de IEEE 802.3-2015, los valores permitidos para la longitud máxima de trama son los siguientes:
- 1518 bytes para tramas básicas.
- 1522 bytes para tramas etiquetadas con 802.1Q.
- 2000 bytes para tramas envolventes con múltiples etiquetas.

## Detección de errores
Es más probable que los errores en tramas jumbo pasen desapercibidos mediante la simple detección de errores CRC32 de Ethernet y las simples sumas de comprobación aditivas de UDP y TCP : a medida que aumenta el tamaño del paquete, es más probable que varios errores se cancelen entre sí. 
Un enfoque del IETF para adoptar tramas jumbo evita la reducción de la integridad de los datos de la unidad de datos de servicio al realizar un CRC adicional en la siguiente capa de protocolo de red por encima de Ethernet. El transporte SCTP (Stream Control Transmission Protocol) (RFC 4960) y iSCSI (RFC 7143) utilizan el polinomio CRC de Castagnoli. El polinomio de Castagnoli 0x1EDC6F41 logra la distancia de Hamming HD=6 más allá de una MTU Ethernet (a una longitud de palabra de datos de 16,360 bits) y HD=4 a 114,663 bits, que es más de 9 veces la longitud de una MTU Ethernet. Esto proporciona dos bits adicionales de capacidad de detección de errores en palabras de datos de tamaño MTU en comparación con el polinomio estándar CRC de Ethernet, sin sacrificar la capacidad HD=4 para tamaños de palabras de datos de hasta 72 y más. kbits. El soporte del polinomio Castagnoli CRC dentro de un transporte de propósito general diseñado para manejar fragmentos de datos, y dentro de un transporte TCP diseñado para transportar datos SCSI, ambos proporcionan tasas de detección de errores mejoradas a pesar del uso de tramas jumbo donde, de otro modo, se habría incrementado la MTU de Ethernet. resultó en una reducción significativa en la detección de errores.

## Configuración
En equipos de red, el tamaño máximo de trama jumbo se puede especificar utilizando el tamaño máximo de trama (tamaño máximo de paquete de capa 2, incluye encabezados de trama) o la unidad de transmisión máxima (tamaño máximo de paquete de capa 3, excluye encabezados de trama), dependiendo de la interfaz de configuración del equipo.[cita requerida]
Una red que tiene una combinación de dispositivos configurados para tramas jumbo y dispositivos no configurados para tramas jumbo puede tener problemas de rendimiento.

## Eficiencia del ancho de banda
Las tramas jumbo pueden aumentar la eficiencia del procesamiento de red y Ethernet en los hosts al reducir la sobrecarga del protocolo, como se muestra en el siguiente ejemplo con TCP sobre IPv4. La sobrecarga de procesamiento de los hosts puede potencialmente disminuir según la proporción de los tamaños de carga útil (una mejora de aproximadamente seis veces en este ejemplo). Que esto sea significativo depende de cómo se procesan los paquetes en el host. Un host que utiliza el motor de descarga TCP de su controlador de interfaz de red con una sobrecarga ya reducida recibe menos beneficios que un host que procesa tramas con su CPU. El rendimiento por eficiencia del ancho de banda puede aumentar en un 4,4%. 
| Tipo de marco                             | MTU  | Capa 1 arriba                           | Capa 1 arriba | Capa 2 arriba                                    | Capa 2 arriba | Capa 3 arriba            | Capa 4 arriba           | Tamaño de carga útil | Total transmitido [upper-alpha 2] | Eficiencia [upper-alpha 3] |
| ----------------------------------------- | ---- | --------------------------------------- | ------------- | ------------------------------------------------ | ------------- | ------------------------ | ----------------------- | -------------------- | --------------------------------- | -------------------------- |
| Estándar                                  | 1500 | preámbulo 8 bytes                       | IPG 12 bytes  | encabezado de la trama 14 bytes                  | FCS 4 bytes   | encabezado IPv4 20 bytes | encabezado TCP 20 bytes | 1460 bytes           | 1538 bytes                        | 94,93%                     |
| Jumbo                                     | 9000 | preámbulo 8 bytes                       | IPG 12 bytes  | encabezado de la trama 14 bytes                  | FCS 4 bytes   | encabezado IPv4 20 bytes | encabezado TCP 20 bytes | 8960 bytes           | 9038 bytes                        | 99,14%                     |
| Otros tamaños de marco para referencia    |      |                                         |               |                                                  |               |                          |                         |                      |                                   |                            |
| IEEE 802.11 en A-MSDU                     | 7935 | Preámbulo y encabezado de PLCP 24 bytes | IPG varía     | encabezado de la trama y seguridad ovhd 52 bytes | FCS 4 bytes   | encabezado IPv4 20 bytes | encabezado TCP 20 bytes | 7895 bytes           | 8015 bytes + tamaño IPG           | <98,5%                     |
| IEEE 802.11 puenteado a Ethernet estándar | 1500 | Preámbulo y encabezado de PLCP 24 bytes | IPG varía     | encabezado de marco y seguridad ovhd 52 bytes    | FCS 4 bytes   | encabezado IPv4 20 bytes | encabezado TCP 20 bytes | 1460 bytes           | 1580 bytes + tamaño IPG           | <92,4%                     |

La escalabilidad relativa del rendimiento de datos de la red en función de las tasas de transferencia de paquetes está relacionada de manera compleja con el tamaño de la carga útil por paquete. En teoría, a medida que aumenta la velocidad de bits de la línea, el tamaño de la carga útil del paquete debería aumentar en proporción directa para mantener parámetros de temporización equivalentes. Sin embargo, esto implica el escalamiento de numerosos circuitos lógicos intermediarios a lo largo de la ruta de la red para acomodar el tamaño máximo de trama requerido.

## TramasBaby jumbo
Las tramas Baby Giant o Baby Jumbo son tramas Ethernet que son sólo un poco más grandes de lo permitido por los estándares Ethernet IEEE. Por ejemplo, se requieren tramas jumbo para que IP/ MPLS sobre Ethernet proporcione servicios Ethernet con cargas útiles estándar de 1500 bytes. La mayoría de las implementaciones requerirán que las tramas de usuario no jumbo se encapsulen en formato de trama MPLS, que a su vez se puede encapsular en un formato de trama Ethernet adecuado con valores EtherType de 0x8847 y 0x8848. La mayor sobrecarga de encabezados MPLS y Ethernet adicionales significa que se requiere soporte para tramas de hasta 1600 bytes en las redes Carrier Ethernet.
Las tramas jumbo para PPPoE se definen en RFC 4638, con el propósito de eliminar el antiguo límite de 1492 bytes (definido originalmente porque PPP necesita 8 bytes más de sobrecarga), de modo que Ethernet normal de 1500 bytes pueda ejecutarse sin fragmentación. La etiqueta "PPP-Max-Payload" aún puede acomodar estructuras jumbo mucho más grandes que no sean para bebés.

## TramasSuper jumbo
Las tramas superjumbo (SJF) son tramas que tienen un tamaño de carga útil superior a 9000 bytes. Como ha sido un proceso relativamente difícil y algo largo aumentar la MTU de ruta de las redes nacionales de investigación y educación de alto rendimiento de 1.500 bytes a 9.000 bytes aproximadamente, se está considerando un aumento posterior, posiblemente a 64.000 bytes. El factor principal involucrado es un aumento en el tamaño del búfer de memoria disponible en cada mecanismo de persistencia que interviene a lo largo del camino. Otro factor importante a considerar es la reducción adicional de la efectividad de CRC32 en la detección de errores dentro de tamaños de marco aún mayores.
El campo Longitud total de IPv4 y el campo Longitud de carga útil de IPv6 tienen cada uno un tamaño de 16 bits, lo que permite datos de hasta octetos. La opción de carga útil gigante de IPv6 permite hasta 4 Carga útil GiB (2 32 -1 bytes). Sin embargo, estos límites teóricos para la MTU del Protocolo de Internet (IP) se alcanzan sólo en redes que tienen una infraestructura de capa de enlace adecuada.

## Enfoque alternativo
Procesamiento por trama de descarga de envío grande y descarga de recepción grande, lo que hace que la carga de la CPU sea en gran medida independiente del tamaño del trama. Es otra forma de eliminar la sobrecarga por paquete para la cual se diseñaron las tramas jumbo. Las tramas jumbo siguen siendo útiles desde la perspectiva del ancho de banda, ya que reducen la cantidad de ancho de banda utilizado para gastos generales que no son de datos.